# Primera epístola a los tesalonicenses

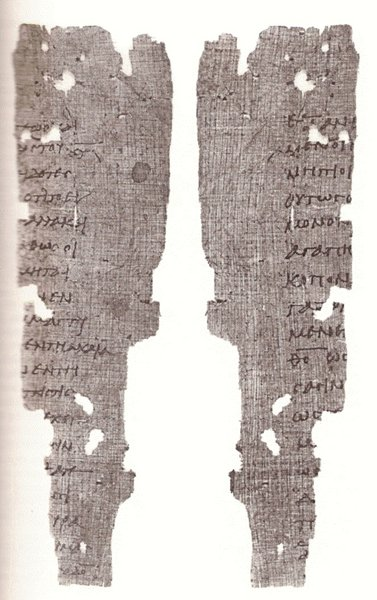
Fragmentos de 1 Tesalonicenses 1:3-2:1 y 2:6-13 en el Papiro 65, del

La Primera epístola a los tesalonicenses o 1.ª de Tesalonicenses es uno de los veintisiete libros que conforman el Nuevo Testamento cristiano. Así mismo, es una de las trece epístolas atribuidas, por la tradición, a Pablo de Tarso, una de las siete menores.Es probable que se encuentre entre las primeras de las cartas de Pablo, escritas probablemente a finales del año 52 d. C. Las catorce epístolas de Pablo de Tarso se dividen tradicionalmente en siete mayores y siete menores, en razón de su longitud e importancia. El orden bíblico es: Romanos, 1 Corintios y 2 Corintios, Gálatas, Efesios, Filipenses, Colosenses, 1 Tesalonicenses y 2 Tesalonicenses, 1 Timoteo, 2 Timoteo, Tito, Filemón y Hebreos. 1 Tesalonicenses es, por tanto, la octava epístola y primera de las menores y, en tanto que primera cronológicamente de todas ellas, las mayores y las menores, una candidata a ser considerada obra inaugural de la literatura cristiana. Como su nombre indica, se trata de una epístola dirigida a la comunidad cristiana de Tesalónica y se dice primera porque existe también una segunda carta en el canon bíblico, dirigida a esta misma comunidad. Por su temática, se puede considerar una obra de la escatología cristiana, sin menoscabo de que también contiene una exhortación moral y un extenso apunte biográfico, que ocupa la mitad de la carta y donde Pablo desgrana recuerdos de su prédica.

## Manuscritos más antiguos que se conservan
El manuscrito original de esta carta se ha perdido, al igual que más de un siglo de copias. Las texto de los manuscritos supervivientes varía. Los manuscritos supervivientes más antiguos que contienen parte o la totalidad de este libro incluyen:
- Papiro 46 (c. 200 d. C.)
- Papiro 65 (siglo III)
- Codex Vaticanus (325-350)
- Códice Sinaítico (330-360)
- Codex Alexandrinus (400-440)
- Codex Ephraemi Rescriptus (c. 450)
- Codex Freerianus (c. 450)
- Codex Claromontanus (c. 550)

## Contexto y público
Thessalonica es una ciudad del Golfo Termaico, que en la época de Pablo estaba dentro del Imperio Romano. Pablo visitó Tesalónica y predicó a la población local, ganando conversos que se convirtieron en una comunidad cristiana. Existe debate sobre si los conversos de Pablo eran originalmente judíos o no. Los Hechos de los Apóstoles describen a Pablo predicando en una sinagoga judía y persuadiendo a la gente que ya era judía de que Jesús era el Mesías, pero en 1 Tesalonicenses mismo Pablo dice que los conversos se habían convertido de los ídolos, lo que sugiere que no eran judíos antes de la llegada de Pablo. 
La mayoría de los estudiosos del Nuevo Testamento creen que Pablo escribió esta carta desde Corinto sólo unos meses después de salir de Tesalónica, aunque la información anexa a esta obra en muchos manuscritos tempranos (por ejemplo, Códices Alexandrinus, Mosquensis, y Angelicus) afirman que Pablo la escribió en Atenas después de que Timoteo hubiera regresado de Macedonia con noticias del estado de la iglesia en Tesalónica. 

## Composición

### Fecha
Existe un amplio consenso en que 1 Tesalonicenses es uno de los primeros libros del Nuevo Testamento que se escribieron, y el texto cristiano más antiguo que existe.  La mayoría de los estudiosos modernos del Nuevo Testamento datan 1 Tesalonicenses entre los años 49 y 51 d. C., durante la estancia de 18 meses de Pablo en Corinto coincidiendo con su segundo viaje misionero.  Una minoría de eruditos que no reconocen la historicidad de Hechos lo fechan a principios de los años 40 d. C. La Inscripción de Delfos data el proconsulado de Acaya por Galión en 51-52 d. C., y Hechos 18:12-17 menciona a Galión, hacia el final de la estancia de Pablo en Corinto.
1 Tesalonicenses no se centra en la justificación por la fe ni en cuestiones de relaciones judeo-gentiles, temas que se tratan en las demás cartas. Por ello, algunos eruditos lo ven como un indicio de que esta carta fue escrita antes de la Epístola a los Gálatas, donde se formaron y dilucidaron las posturas de Pablo sobre estos asuntos.

### Autenticidad

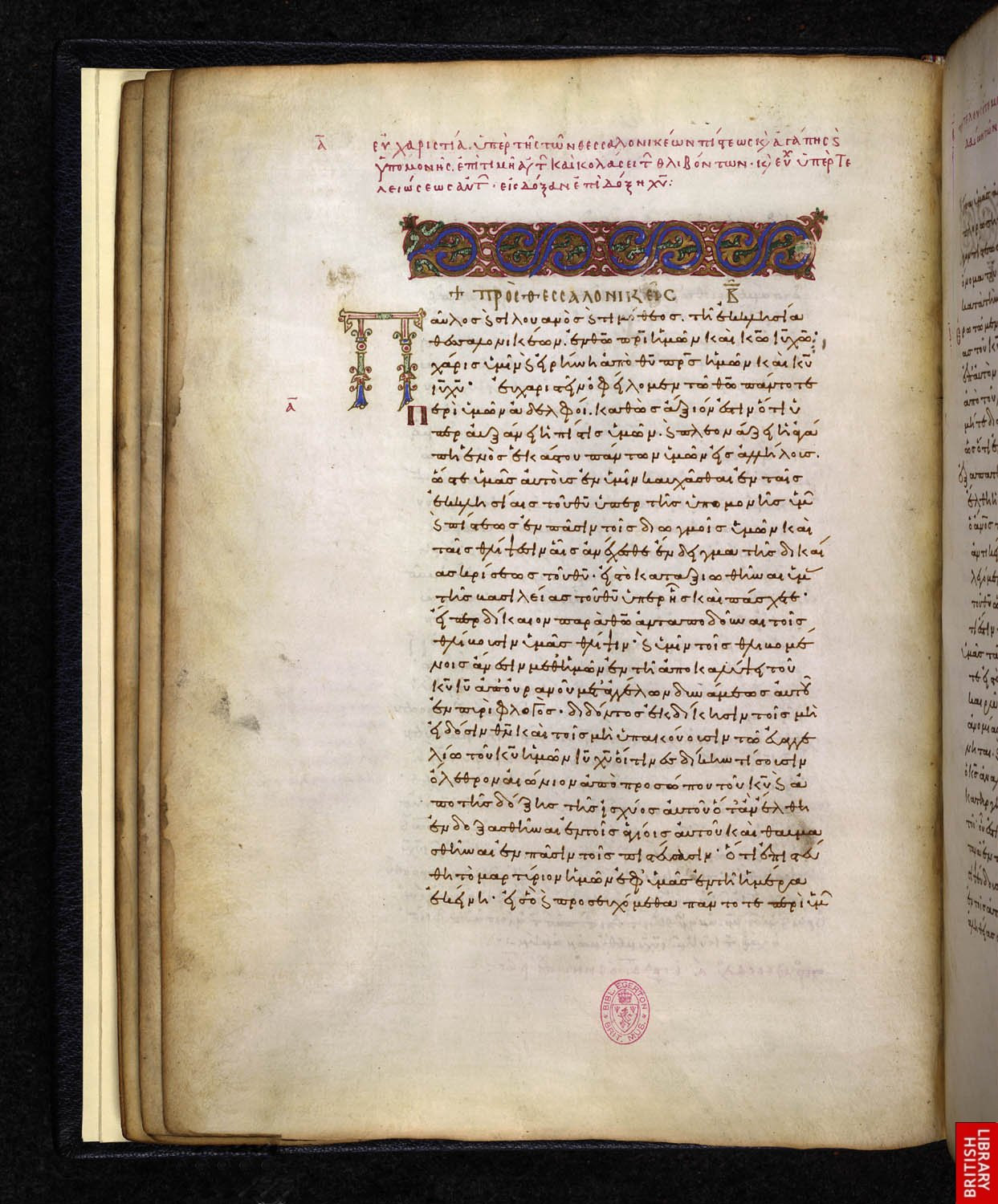
La primera página de la epístola en Minúscula 699 da su título como προς θεσσαλονικεις, «A los tesalonicenses»

. La mayoría de los estudiosos del Nuevo Testamento sostienen que 1 Tesalonicenses es auténtico, aunque varios eruditos de mediados del siglo XIX impugnaron su autenticidad, sobre todo Clement Schrader y F.C. Baur. 1 Tesalonicenses coincide con otras cartas paulinas aceptadas, tanto en estilo como en contenido, y su autoría también está afirmada por 2 Tesalonicenses.

### Integridad
La autenticidad de 1 Tesalonicenses 2:13-16 ha sido discutida por algunos. En contra de su autenticidad se esgrimen los siguientes argumentos basados en su contenido:
- Se percibe como teológicamente incompatible con las otras epístolas de Pablo: en otro lugar Pablo atribuyó la muerte de Jesús a los «gobernantes de este siglo»[15] en lugar de a los judíos, y en otro lugar Pablo escribe que los judíos no han sido abandonados por Dios, pues «todo Israel se salvará». [16]
- No hubo persecuciones históricas extensas de cristianos por parte de judíos en Palestina antes de la primera guerra judía.[17]
- El uso del concepto de imitación en 1 Tes. 2.14 es singular.
- El aoristo ἔφθασε[ν] («ha alcanzado») en 1 Tes. 2.16 parece referirse a la destrucción de Jerusalén.[18] Según 1 Tes 1:10, la la ira de Dios aún está por venir; no es algo que ya se haya manifestado.[19]
- La sintaxis de estos Versículos se desvía de la del contexto circundante.[20]

Varios eruditos han defendido desde entonces la autenticidad de estos pasajes.
También se sugiere a veces que 1 Tesalonicenses 5:1-11 es una inserción postpaulina que tiene muchos rasgos del lenguaje lucano y de la teología que sirve como corrección apologética a la inminente expectativa de Pablo de la Segunda Venida en 1 Tesalonicenses 4:13-18.  Algunos eruditos, como Schmithals, Eckhart, Demke y Munro, han desarrollado complicadas teorías que implican redacción e interpolación en 1 y 2 Tesalonicenses.

## Contenido

### Esquema
1. (1:1-10) Saludo y acción de gracias[27]
2. (2:1-20) Interacciones pasadas con la iglesia[28]
3. (3:1-13) Respecto a la visita de Timoteo[29]
4. (4:1-5:25) Cuestiones específicas dentro de la iglesia[30]
  1. (4:1-12) Relaciones entre los cristianos[31]
  2. (4:13-18) Luto por los que han muerto[32]
  3. (5:1-11) Preparándose para la llegada de Dios[33]
  4. (5:12-25) Cómo deben comportarse los cristianos[34]
5. (5:26-28) Saludo final[35]

### Texto
Pablo, hablando en su nombre, en el de Silas y en el de Timoteo, da las gracias por las noticias sobre su fe y su amor; les recuerda el tipo de vida que había llevado mientras estuvo con ellos. Pablo hace hincapié en lo honorable de su conducta, recordándoles que había trabajado para ganarse el sustento, esforzándose por no ser una carga para nadie. Hizo esto, dice, a pesar de que podría haber utilizado su condición de apóstol para imponerse a ellos.
Pablo continúa explicando que los muertos resucitarán antes que los que aún viven, y ambos grupos saludarán al Señor en el aire.

## Contexto histórico
Como todas las cartas de Pablo, 1 Tesalonicenses está inmersa en un contexto histórico complejo sin cuyo conocimiento es imposible interpretar correctamente su contenido. Para situar dicho contexto es menester, sin embargo, decidir el peso que se va a asignar a los distintos relatos que lega la tradición, dado que a veces no armonizan bien o directamente se contradicen. Dependiendo de esos pesos nos habremos adscrito a una u otra escuela. En el caso de 1 Tesalonicenses, los documentos relevantes son, la propia epístola y el libro neotestamentario de los Hechos de los apóstoles. El resto de la literatura paulina participa también en estas consideraciones, aunque de manera puntual. Destacan la primera epístola a los corintios, importante porque contiene información sobre Corinto, ciudad en la que Pablo redactó su carta a la vecina Tesalónica. También la Epístola a los Gálatas, por la narración del esclarecedor incidente de Antioquía, y Romanos, por algunos pasajes retrospectivos. Con todo este material se pueden reconstruir con cierta seguridad los largos preliminares y la circunstancia final en que Pablo escribió la epístola. Las personas son muy importantes porque, una vez roto el círculo de sus colaboradores antioquenos, Silas entre ellos, en esta etapa de la vida de Pablo se consolidan nuevos nombres que, como Lucas o Timoteo, han pasado a formar parte plena y destacada de la tradición cristiana.

### El segundo viaje de Pablo
La carta a los Tesalonicenses fue escrita durante el transcurso del segundo viaje de Pablo, un viaje que comienza y termina en Antioquía de Siria y que se desarrolla a lo largo de dos continentes, Europa y Asia. El contexto previo de este viaje es complejo. Antioquía es una ciudad importante en la historia del cristianismo primitivo pues se dice que allí comenzaron los discípulos a llamarse cristianos Hch. También podría decirse que es el lugar donde los discípulos dejaron, por eso mismo, de llamarse judíos. Pablo no participó en la fundación de esa comunidad pero, según el libro de los Hechos, se incorporó en algún momento posterior a instancias del apóstol Bernabé Hch 11:25. Bernabé y él, a instancias del Espíritu Santo, realizaron el llamado primer viaje Hch 13:2-4 que les llevó primero a Chipre y luego al Asia Menor, actual Turquía. Las comunidades formadas en Asia fueron visitadas durante el segundo viaje. No así la de Chipre, que desaparece ya del horizonte paulino.
En el periodo entre el primer y el segundo viaje tuvo lugar la Asamblea de los Apóstoles o Concilio de Jerusalén. Dicho concilio nos llega descrito a través de Lucas Hechos y Pablo Gálatas que ofrecen dos versiones con interesantes diferencias. Lo común, sin embargo, es que en aquella asamblea se decidió que habría una misión para los judíos o circuncisos y otra para los paganos o incircuncisos Gálatas. Según el relato de los Hechos, estos últimos quedaron exonerados de seguir la ley judía, salvo en lo que concierne a la prohibición de comer carnes sacrificadas a dioses paganos. Pablo, en su carta a los Corintios, opina que el ídolo no es nada en el mundo 1Co 8:4 pero que con el fin de no hacer tropezar a hermanos más débiles en la fe, los que son fuertes en la fe deberían abstenerse de comer lo sacrificado a los ídolos, de lo cual se pone como ejemplo. 1Co 8:13.
Después la asamblea de los apóstoles, ocurre lo que se viene a llamar el incidente de Antioquía, que es mencionado en los Hechos Hch 15:34-41 y por Pablo Ga 2:11-14. Ambos relatos presentan tales diferencias que no es posible conciliarlos, pero su consecuencia parece la misma. Pablo abandona Antioquía acompañado por Silas y comienza su segundo viaje de misión, cuyo objetivo es la formación de comunidades pagano cristianas.

Mapa de las regiones de Asia. Pablo atravesó Siria, Cilicia, Pisidia, Galacia, Frigia, Misia y Tróade.

### El trayecto asiático
El segundo viaje de Pablo transcurrió por dos veces en suelo asiático pero la segunda vez es posterior a la redacción de 1 Tesalonicenses por lo que no se tendrá en cuenta. Pablo abandonó Antioquía acompañado de Silas o Silvano. Para saber algo de este trayecto hay que recurrir al relato de Hechos. Lucas ofrece un itinerario del que cabe destacar dos puntos: su paso por Listra y Derbe donde recluta al joven Timoteo Hch 16:1-3 y su llegada a Troas o Tróade, cerca de Troya Hch 16:8. Entre estos dos puntos recorre algunas comunidades confirmando discípulos Hch 15:41. El itinerario asiático es guiado por dos veces por el Espíritu Santo que encamina a Pablo hasta esa marítima ciudad. Allí, Lucas relata un hecho sobrenatural que motivaría el tránsito de Pablo a Europa.

De noche, Pablo tuvo una visión. Vio un varón macedonio que le dijo: Ven y ayúdanos (Hch 16,10).

Este suceso, del que no se tiene constancia directa por Pablo sería la señal esperada para encaminar la misión. En este punto del relato aparece el primero de ciertos fragmentos de los Hechos que se caracterizan por estar en primera persona del plural.

Luego que tuvo la visión, buscamos la manera de pasar a Macedonia, suponiendo que Dios quería que los evangelizáramos. (Hch 16,10)

## Autor y datación
Es posible que haya sido la primera de las Epístolas de Pablo, escrita hacia fines del año 51, tras el regreso de Timoteo desde Macedonia, puesto que transmite sus comentarios sobre el estado de la Iglesia en Tesalónica (Hechos 18:1-5; 1Tesalonicenses 3:6). 
Esta carta está incluida en la Vetus Latina, figura en el fragmento de Muratori y es citada por Ireneo de Lyon en el siglo II.

## Contenido

### Prescripto
La forma de escribir una carta, sobre todo la forma de comenzarla, difiere según el tiempo y el lugar en que se ha escrito. De hecho, se puede proceder al revés y datar una carta por el formulario que utiliza. Cada época ha tenido sus propias costumbres en lo que a escribir se refiere. En tiempos de Pablo se usaban dos modelos: el oriental y el occidental. En ambos casos la carta o escrito se precedía de un encabezamiento o prescripto (pre-escrito) en el que de forma obligada se hacían constar los remitentes, los destinatarios y un saludo. Estos tres elementos se llamaban, por este orden: superscripto, adscripto y salutatio.
El formulario occidental o grecorromano era breve e impersonal.

Santiago, siervo de Dios y del Señor Jesucristo a las doce tribus de la dispersión, salud. (Santiago 1,1)

El oriental utilizaba una frase en tercera persona con los remitentes en nominativo y los destinatarios en dativo. Estos elementos básicos podían enriquecerse con frases de relativo pudiendo llegar a ser muy complejas.

Pablo, apóstol por llamamiento de Cristo Jesús, por voluntad de Dios, y el hermano Sóstenes a la Iglesia de Dios que está en Corinto, a los santificados en Cristo Jesús y pueblo santo por llamamiento junto con todos los que en cualquier lugar invocan el nombre de nuestro Señor Jesucristo, Señor de ellos y nuestro: gracia y paz a vosotros de parte de Dios nuestro Padre, y del Señor Jesucristo. (1 Co 1,1-3)

Pablo, siervo de Cristo Jesús, llamado al apostolado, elegido para predicar el evangelio de Dios, que por sus profetas había prometido en las Santas Escrituras acerca de su hijo, nacido de la descendencia de David según la carne. constituido Hijo de Dios, poderoso según el Espíritu de Santidad a partir de la resurrección de entre los muertos, Jesucristo nuestro Señor, por el cual hemos recibido la gracia y el apostolado para promover la obediencia a la fe, para gloria de su nombre en todas las naciones, entre las cuales os contáis también vosotros, los llamados de Jesucristo; a todos los amados de Dios, llamados santos, que estáis en Roma, la gracia y la paz con vosotros de parte de Dios, nuestro Padre, y del Señor Jesucristo. (Rom 1,1-7)

La Epístola a los Tesalonicenses comienza con un discretito prescripto oriental.

Pablo, Silvano y Timoteo a la iglesia de los tesalonicenses en Dios Padre y en el Señor Jesucristo. A vosotros gracia y paz.(1,1)

Los remitentes son Pablo, Silas y Timoteo, componentes del equipo misional que fundó la comunidad lo que da a la carta un carácter oficial. Los tres provenían de Asia y en el momento de escribir la carta se encuentran reunidos en Corinto.
El destinatario de la carta es la iglesia de los tesalonicenses (gr:ekklesia tessalonikeon). lo que no tendría nada de particular de no ser porque en el año 50 no existía aún la Iglesia. En efecto, el término ekklesia no tenía en boca de Pablo el mismo sentido que se le atribuye hoy. En general, una ekklesia era una asociación de personas. y ya se usaba en el cristianismo primitivo para designar a las comunidades locales cristianas. Por tanto, Pablo no escribe a la Iglesia. Escribe a la asamblea que quedaba constituida cada vez que se reunía la comunidad. De ahí que al final de la carta exhorte a que sea leída a todos los hermanos (5,27). De ahí también que defina y distinga la asamblea como: asamblea de Dios Padre y de Jesucristo. La ciudad de Tesalónica era prolífica en congregaciones o asambleas religiosas con sus particulares dioses y cultos. En el culto predicado por Pablo, el Dios es Dios y asimismo Padre, algo novedoso dentro de los cultos paganos y que proviene del judaísmo. La iglesia de Pablo es también una comunidad escatológica que se distingue por haber sido elegida por Dios.
El saludo de la carta a vosotros, gracia y paz (gr. jaris kai eirênê) es característico de la correspondencia paulina. Se trata de una mezcla personal del saludo griego salud (gr. jairein) y del oriental misericordia y paz (gr. eleos kai eirênê). Jairein (saludar, alegrarse) es convertido en jaris (gracia) que Pablo utiliza ya con un contenido soteriológico. El término eirene tiene el sentido del saludo hebreo shalom (paz, bienestar, plenitud interior). Con este saludo, que utiliza en todas su cartas, Pablo reúne los dos mundos de que procede.

### Proemio
En la carta a los Tesalonicenses, el proemio comprende los versículos 1,2-10. Sigue al prescripto y antecede al scripto. Antes de la predicación cristiana, los proemios ya se utilizaban en la literatura pero Pablo les va a dar el carácter de una acción de gracias. Asimismo, los utiliza para anticipar los contenidos de la carta.

Damos gracias continuamente a Dios por vosotros y siempre os recordamos en nuestras oraciones, haciendo memoria ante nuestro Dios y Padre de la obra de vuestra fe, del trabajo de vuestra caridad y de la perseverante esperanza en nuestro Señor Jesucristo. (1,2-3)

La acción de gracias utiliza la primera persona del plural. Un uso que solo es roto en tres ocasiones a lo largo de la carta: ...al menos yo, Pablo, una y otra vez... (2,18), ...he mandado a saber de vuestro estado... (3,5), ...os conjuro por Jesucristo... (5,27). Este uso constante del plural revela nuevamente el carácter oficial de la carta, pues redacta el equipo misional y no tanto Pablo. Es la carta menos personal de Pablo.
En el versículo 3 menciona a la fe (gr. pistis), la caridad (gr. agape) y la esperanza (gr. elpidos). Son tres términos que aparecen con frecuencia en las cartas de Pablo La primera cita se realiza aquí. La segunda estaría al final de la carta en (5,8) en caso de que no sea una glosa posterior como algunos autores afirman.
La fe, la esperanza y la caridad son una aportación original de la teología cristiana. A lo largo de los siglos adquirirán un significado complejo. En la literatura paulina, sin embargo, su sentido es muy transparente: Fe en Jesucristo, esperanza en la resurrección y caridad o amor al prójimo. Si para la teología posterior son una división clásica y también objeto de especulación, en Pablo son realidades vivas. La teología de Pablo es una teología de la esperanza. y la 1 Tesalonicenses es una carta escrita para devolver la esperanza a una comunidad inmersa en la duda. Caridad y fe no están tan presentes y encontrarán mejor acomodo en Corintios y Romanos. Según Becker, la 1 Tesalonicenses está estructurada de forma ternaria sobre las tres virtudes. De ahí que prefiera considerarla como una unidad.

## Capítulos versículos y comentarios

### Capítulo 1
1Tesalonicenses 1:4-5 En estos dos versículos, Pablo describe cómo fue la predicación en Tesalónica. Muy especial tuvo que ser para decir que: no fue sólo en palabras sino en el Espíritu Santo y muy persuasivamente. Es evidente que el contexto de dicha afirmación era conocido por los destinatarios. A la hora de reconstruirlo, es necesario arriesgar una interpretación.
1Tesalonicenses 1:6 Continuando con el recuerdo de la predicación en la ciudad señala Pablo que fue hecha y recibida con gran tribulación, lo que alude a los constantes problemas que encontraba Pablo, por parte de las comunidades judías.
1Tesalonicenses 1:7-10 En estos versículos, Pablo pone a la comunidad como ejemplo para otros. Se afirma que Tesalónica, al ser un puerto internacional, fue uno de los semilleros del cristianismo y que desde allí se expandió a todo el imperio.

#### Comentario a los versículos 1-10
Pablo expresa su alegría al ver cómo la gracia divina actúa en los tesalonicenses. Reconoce que las virtudes teologales, mencionadas en el versículo 3, no se desarrollaron por esfuerzo humano, sino porque Dios los ha "amado" y "elegido" (v. 4). Además, resalta que el Espíritu Santo es el protagonista en la evangelización, pues es quien obra una transformación interior en aquellos que reciben la palabra de Dios con un corazón abierto y sincero.

La fuerza del espíritu purifica a quienes se unen al Espíritu con pensamiento sincero, y tienen una fe en toda plenitud, sin mancha alguna en la conciencia.

La evangelización realizada por Pablo constituye un modelo de proclamación del mensaje cristiano en todo tiempo y lugar. Como el Apóstol reproducía en su vida la vida de Cristo para conducir a otros a la fe (v. 6), el cristiano debe comportarse de tal manera, que los demás vean en él a Cristo...

...como en un espejo: Si el espejo es como debe ser, recogerá el semblante amabilísimo de nuestro Salvador sin desfigurarlo, sin caricaturas: y los demás tendrán la posibilidad de admirarlo, de seguirlo.

### Capítulo 2

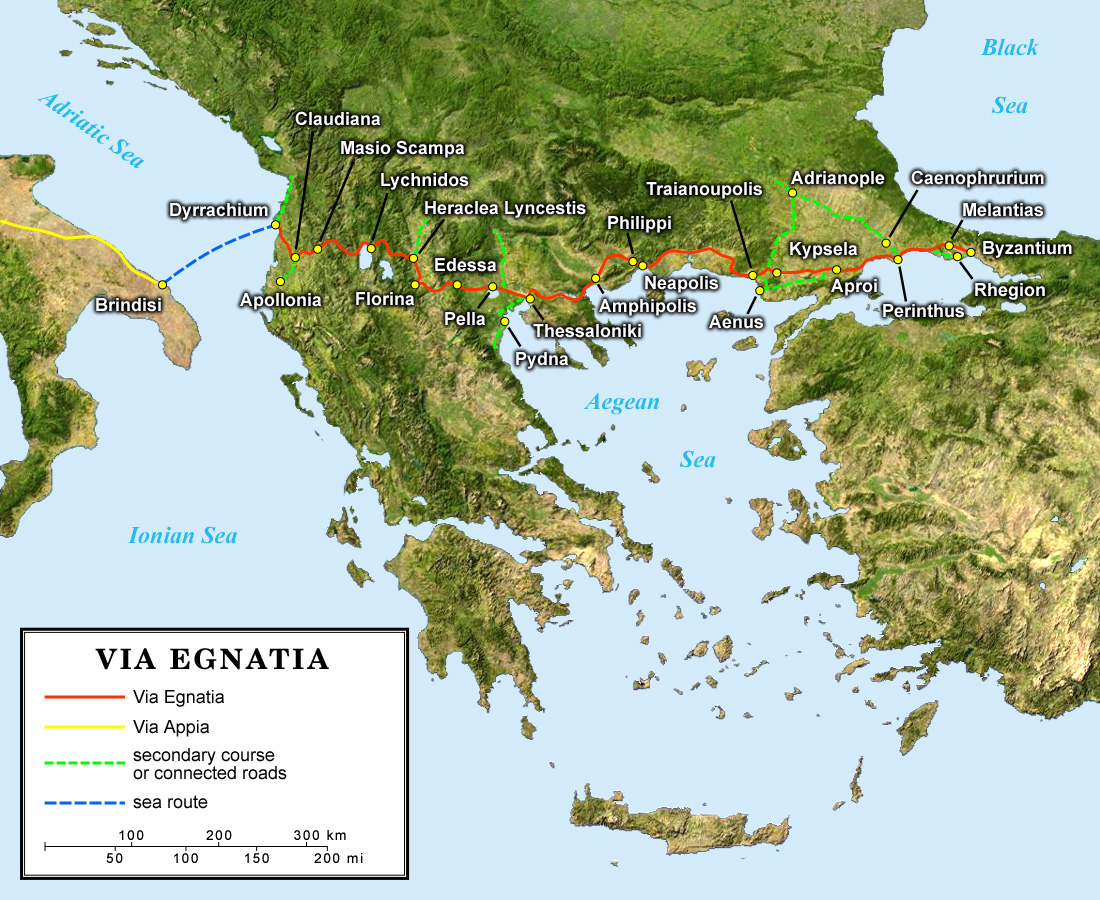
La Vía Egnatia por la que Pablo recorrió la provincia romana de Macedonia.

Ministerio en Tesalónica
1Tesalonicenses 2:1-2 En este versículo, Pablo alude no solo a las dificultades que tuvo para predicar en Tesalónica sino también en Filipos, de dónde venía. No se puede colegir gran cosa de las cartas, pero los Hechos ofrecen una versión plausible en líneas generales de lo que pudo ocurrir.
1Tesalonicenses 2:3-6 En estos versículos, Pablo continúa con el recuerdo de su prédica y viene a decir que lo hicieron desinteresadamente, sin buscar la vanagloria o el dinero. Sobre este punto se extiende también Pablo en las dos cartas a los Corintios. Es difícil decidir el contexto por el que las hace. Obviamente, la manutención de un maestro espiritual podía dar lugar a tensiones. Pablo insiste en sus cartas que trabajaba para no ser una carga.
1Tesalonicenses 2:7-8 Pablo se entretiene con un afectuoso apunte que da idea del paternal cariño que tenía a esta comunidad.
1Tesalonicenses 2:9 Contiene un apunte biográfico sobre la independencia económica de Pablo. Trabajábamos día y noche para no ser gravosos a nadie, punto que es tocado en (2 Co 11, 9). Según (Hch 18, 3), Pablo era fabricante de lonas.

#### Comentario a los versículos 1-12
Pablo y sus compañeros llegaron a Tesalónica tras sufrir persecución en Filipos, de donde los echaron debido a disturbios promovidos por algunos judíos. El Apóstol, al recordar esas dificultades, reafirma su comportamiento íntegro, respondiendo posiblemente a críticas de judíos o paganos. Describe como "impureza" (v. 3) cualquier distorsión de la doctrina de Cristo. Para él, su predicación no contiene "impureza", pues nunca altera el mensaje cristiano ni lo violenta, sino que se guía exclusivamente por la búsqueda de la verdad.

El predicador del Evangelio será aquel que, aun a costa de renuncias y sacrificios, busca siempre la verdad que debe transmitir a los demás. No vende ni disimula jamás la verdad por el deseo de agradar a los hombres, ni de causar asombro, ni por originalidad o deseo de aparentar. No rechaza nunca la verdad. No oscurece la verdad revelada por pereza de buscarla, por comodidad, por miedo. No deja de estudiarla. La sirve generosamente sin avasallarla.

La evangelización implica un amor profundo hacia quienes reciben el mensaje, un amor que va más allá de la simple simpatía de un maestro. Pablo describe este amor como el de un padre y, aún más intensamente, como el de una madre (vv. 7-12), que no sólo atiende cada necesidad inmediata de su hijo, sino que también se preocupa por su desarrollo futuro. De esta manera, el Apóstol se dedica con ternura a los nuevos fieles, como si fueran hijos recién nacidos a la fe, guiándolos con cuidado hacia una vida plena en Cristo...

...como la madre que gusta de nutrir a su pequeño pero no desea que permanezca pequeño. Lo lleva en su seno, lo atiende con sus manos, lo consuela con sus caricias, lo alimenta con su leche. Todo esto hace al pequeño, pero desea que crezca para no tener que hacer siempre tales cosas.

De modo análogo, la predicación del Evangelio requiere toda clase de atenciones, pero ha de ofrecer certezas sólidas basadas en la palabra de Dios que permitan el arraigo, desarrollo y madurez en la fe de quienes la han recibido. Además, Pablo no se limitó a predicar en la sinagoga o en otros lugares públicos, o en las reuniones litúrgicas cristianas. Se ocupó de las personas en particular (v. 11); con el calor de una confidencia amistosa daba a cada uno aliento y consuelo, y les enseñaba cómo debían comportarse en su vida de modo coherente con la fe. Esta tarea apostólica, como lo muestra la vida de los primeros cristianos, no es competencia exclusiva de los pastores de almas, sino que corresponde a todos los fieles. El Concilio Vaticano II ha enseñado que una forma peculiar de apostolado individual...

...es el testimonio que pueden ofrecer los laicos de toda una vida que surge de la fe, de la esperanza y de la caridad. Con el apostolado de la palabra, absolutamente necesario en determinadas circunstancias, los laicos anuncian a Cristo, explican su doctrina, la difunden cada uno según su condición y capacidad, y la profesan con fidelidad.

Se trata, en definitiva, de hacer que las personas que nos rodean se encuentren con Dios.

Cuando descubrís algo de provecho, procuráis atraer a los demás. Tenéis, pues, que desear que otros os acompañen por los caminos del Señor. Si vais al foro o a los baños y topáis con alguno que se encuentra desocupado, le invitáis a que os acompañe. Aplicad a lo espiritual esta costumbre terrena, y cuando vayáis a Dios no lo hagáis solos.

1Tesalonicenses 2:10-13 Ver el comentario a 1Tesalonicenses 2:3-6

#### Comentarios a los versículos 13-16
1Tesalonicenses 2:14-16 Ver el comentario a 1Tesalonicenses 1:6.
La predicación constituye verdaderamente la palabra de Dios, ya que no solo comunica con fidelidad la revelación divina, sino que permite que Dios mismo hable a través de quienes la proclaman. Así, como afirma la Sagrada Escritura, "la palabra de Dios es viva y eficaz", capaz de transformar y dar vida a quienes la escuchan y acogen con fe.

La fe se suscita en el corazón de los no creyentes y se alimenta en el corazón de los creyentes con la palabra de salvación. Con la fe empieza y se desarrolla la comunidad de los creyentes.

La acogida de la predicación trajo consigo sufrimientos (v. 14). Sin embargo, desde los primeros tiempos de la Iglesia, las dificultades no eran consideradas un impedimento, sino un estímulo para difundir el Evangelio: 

Felicitaos a vosotros mismos; es más, pensad que habéis realizado una obra grande, cuando alguno de vosotros padezca por Dios 

En los versículos 14-16, el Apóstol expresa una fuerte reacción ante los obstáculos que algunos judíos oponían a su misión entre los gentiles, pero esto no implica una condena hacia todo el pueblo judío, al cual él mismo pertenecía. Sus palabras están dirigidas de manera específica a quienes activamente impedían la expansión del Evangelio. Sin embargo, incluso en este tono severo, deja abierta una puerta a la esperanza para ellos. La frase final recuerda a 2 Crónicas 36,16, evocando la paciencia de Dios y su voluntad de ofrecer siempre una oportunidad de redención.

Ellos hicieron burla de sus mensajeros, despreciaron sus palabras y se mofaron de sus profetas, hasta que la ira del Señor contra su pueblo alcanzó un punto tal, que ya no hubo remedio.

Estas palabras evocaban el asedio y destrucción de Jerusalén en 587 a. C., cuando el Templo fue incendiado y el pueblo deportado a Babilonia. Pablo parece anticipar una calamidad similar, que en efecto ocurrió en el año 70 d. C. con la destrucción de Jerusalén por los romanos. Sin embargo, él era consciente de que el desastre del 587 a. C. no había sido definitivo, ya que Dios mostró luego su misericordia hacia su pueblo. Así, las palabras de Pablo no cierran la puerta a una reconciliación futura, sino que dejan espacio para la esperanza de restauración y perdón.

### Capítulo 2 (final) y capítulo 3 (inicio)

#### Comentario a los versículos 2:17-3:13
1Tesalonicenses 2:17-3:13 Después de su precipitada marcha de Tesalónica, Pablo intentó regresar muchas veces. Preocupado por la suerte de esta joven comunidad, envió a Timoteo y quedó solo en Atenas. En este punto existe una discrepancia entre Hechos y el relato de la carta. Asimismo, se da a entender que Silas no estaba en ese momento con él.
El gozo de Pablo es la fidelidad de aquellos a quienes escribe.

Gracias al maestro, el discípulo es obediente, de modo que su buen comportamiento aprovecha al maestro; el fruto pone de manifiesto su trabajo. Por tanto, el esfuerzo del discípulo en hacer obras buenas proporciona una corona a su maestro en el juicio de Cristo.

En esta carta, se menciona por primera vez la "venida" de Cristo con el término griego parousía (2,19), en español parusís. En la cultura helenística, parousía hacía referencia a la llegada solemne de un rey a una ciudad, acompañado de un espléndido séquito. En el Nuevo Testamento, este término se usa para señalar la venida gloriosa de Cristo, con todo su poder y majestad, en el juicio final. Aquí, Pablo se refiere a esa venida definitiva al final de los tiempos. Además, como enseñó Jesús, “el discípulo no es más que su Señor”, y Pablo, desde sus primeros viajes, insistía en que "debemos entrar en el Reino de Dios a través de muchas tribulaciones". En su última carta, reafirma esta enseñanza: "Todos los que quieren vivir piadosamente en Cristo Jesús serán perseguidos" (2 Tm 3,12), subrayando que la fidelidad a Cristo implica afrontar dificultades y pruebas.

Por eso, no debéis inquietaros, dice Pablo, pues no está sucediendo nada extraño, nada contrario a lo esperado. Estas palabras eran suficientes para animarlos. Cristo habló a sus discípulos del mismo modo y por la misma razón para que oyeran que dijo: “Os lo he dicho ahora antes de que suceda, para que cuando ocurra creáis” (Jn 14,29)

El «tentador» es el diablo, que tienta a los hombres, no para probar su virtud y conocer su fidelidad, sino para separarlos del camino de la fe. 

En sus tentaciones procede con extraordinaria astucia. Como general competente que asedia una fortaleza, estudia el demonio los puntos flacos del hombre a quien intenta derrotar, y lo tienta por el flanco más débil. Así pues, una vez dominada la carne, tienta en aquellos vicios que más fácilmente seducen al hombre, como la ira, la soberbia, y los otros pecados del espíritu.

Como no se sabe cuándo sucederá la Parusía, la actitud del cristiano debe ser la de llevar una vida digna de Cristo, en la que por encima de todo prevalezca la caridad. El amor sobrenatural o caridad es universal, alcanza a todos sin excepción. 

Amar a una persona y mostrar indiferencia a otras, observa San Juan Crisóstomo, es característico del afecto puramente humano; pero San Pablo nos dice que nuestro amor no debe tener ninguna restricción.

 El ejercicio pleno de esta virtud consolida la santidad, pues hace al hombre irreprochable «ante Dios, nuestro Padre» (v. 13).

### Capítulo 4

#### Comentarios a los versículos 4, 1:12
1Tesalonicenses 4:1-12 En estos versículos desarrolla Pablo una exhortación moral sencilla aconsejando abstenerse de la fornicación en aras de la santificación. Otro tema que menciona es la caridad de la que reconoce bien provista a la comunidad. Otras recomendaciones son llevar una vida quieta y laboriosa.
Las exhortaciones que comienzan en el escrito, a continuación, se basan en la llamada divina a la santidad, que no se dirige a unos pocos, sino a todos los hombres: «Todos en la Iglesia, ya pertenezcan a la jerarquía, ya pertenezcan a la grey, son llamados a la santidad»
Esta llamada es consecuencia de la elección que hemos recibido del Señor: 

No lo olvidemos, por tanto: estamos en el redil del Maestro, para conquistar esa cima. (…) Grabemos a fuego en el alma la certeza de que la invitación a la santidad, dirigida por Jesucristo a todos los hombres sin excepción, requiere de cada uno que cultive la vida interior, que se ejercite diariamente en las virtudes cristianas; y no de cualquier manera, ni por encima de lo común, ni siquiera de un modo excelente: hemos de esforzarnos hasta el heroísmo, en el sentido más fuerte y tajante de la expresión.

La palabra traducida como "cuerpo" en el versículo 4 significa literalmente "vaso" y, en la literatura judía de la época, podía referirse tanto al cuerpo físico como a la esposa. Si se interpreta como "mujer," este pasaje podría entenderse como un llamado a la fidelidad en el matrimonio y a la pureza en las relaciones conyugales. Esta interpretación, por ejemplo, es adoptada por San Agustín.

El esposo cristiano no sólo no debe usar el vaso ajeno, que es lo que hacen aquellos que desean la mujer del prójimo, sino que sabe que incluso su propio vaso no es para poseerlo en la maldad de la concupiscencia carnal. Pero esto no ha de entenderse como si el Apóstol condenase la unión conyugal, es decir, la unión carnal lícita y buena.Agustín de Hipona; De nuptiis et concupiscentia 1,8,9

Pablo destaca entre los aspectos esenciales de la vida cristiana la importancia del trabajo digno, que surge como resultado y expresión de la caridad. Este énfasis en el valor del trabajo también se refleja en algunos de los primeros textos cristianos, donde se aconseja que quienes deseen integrarse a la comunidad cristiana tengan un oficio y trabajen para sostenerse. Si alguien carece de ocupación, se recomienda que, con prudencia, se le ayude a encontrar un sustento, de manera que no haya cristianos viviendo en la ociosidad. (Didaché 12,3-5). El amor a Dios permite dar al trabajo un sentido.

Hace falta el esfuerzo interior del espíritu humano, guiado por la fe, la esperanza y la caridad, con el fin de dar al trabajo del hombre concreto, con la ayuda de estos contenidos, aquel significado que el trabajo tiene ante los ojos de Dios.Juan Pablo II, Laborem exercens, n. 24

#### Comentario a los versículos 4:13-5:3
1Tesalonicenses 4:13-5:3 Los siguientes versículos tienen un contenido escatológico y por ellos se puede decir que 1-Tesalonicenses es una obra de la escatología cristiana. El asunto que tratan es el de la resurrección de los muertos. Se sobreentiende que la comunidad de Tesalónica debió preguntarle a Pablo si los que morían antes de la parusía resucitarían también. La respuesta de Pablo es afirmativa. Es el primer desarrollo teológico. Estos versos también sostienen la opinión de que 2 Tesalonicenses es una obra deuteropaulina.
La partida apresurada de Pablo dejó ciertos aspectos de la enseñanza cristiana sin completar en la comunidad. Entre las dudas, surgía la pregunta de si aquellos que ya habían muerto estarían en desventaja frente a quienes estuvieran vivos cuando ocurriera la llegada del Señor. Pablo responde con dos ideas fundamentales: primero, aclara que estar vivo en ese momento no otorgará ninguna ventaja; y, en segundo lugar, señala que el día y la hora de ese acontecimiento permanecen desconocidos para todos.
La expresión "los que han muerto", literalmente "los que duermen," era usada ocasionalmente por escritores paganos, pero fue adoptada con especial frecuencia por los primeros cristianos al referirse a quienes fallecieron en la fe de Cristo. En el contexto cristiano, esta frase tiene un profundo significado gracias a la fe en la Resurrección de Jesús y la esperanza de la propia resurrección. No es simplemente un eufemismo, sino una afirmación de que la muerte no representa el final definitivo. «¿Por qué se dice que duermen sino porque en su día serán resucitados?» La certeza de la resurrección es una de las verdades fundamentales de la fe, recogida tanto en el Símbolo de los Apóstoles como en el Símbolo niceno-constantinopolitano.
Según Antonio Piñero, este fragmento de la carta tiene como trasfondo la creencia absoluta de Pablo en un fin del mundo inminente. Al igual que Jesús de Nazaret, el apóstol estaba totalmente convencido de que "la apariencia de este mundo pasa deprisa", de tal modo que la venida de Jesús como Mesías definitivo (la "parusía" o presencia de Jesús en su segunda venida como juez universal de vivos y muertos) se imaginaba tan próxima que casi todos los seguidores del Mesías en aquellos momentos estarían aún en vida cuando volviera.

#### Comentario a los versículos 4:15-18
San Pablo da razones para la esperanza ante la Parusía. Habla del encuentro con el Señor en su segunda venida, pero no pretende ahora precisar en qué momento tendrá lugar. Poco después aclara que lo único cierto es que eso sucederá de modo inesperado. En cualquier caso, el tiempo no es relevante para lo fundamental, que es estar siempre con Cristo. Cuando llegue no tendrá ventaja el que esté vivo sobre los que ya habían muerto, sino los que han llegado al final de su curso terreno «en Cristo» (v. 16). San Ambrosio explica el pasaje poniéndolo en relación con otros textos del Apóstol:

Todos resucitan, pero nadie pierda la esperanza ni se duela el justo de que todos participen de la resurrección, al esperar una peculiar recompensa por su virtud. Todos, ciertamente, resucitan, pero “cada uno —como dice el Apóstol— en su propio orden” (1 Co 15,23). La recompensa de la misericordia divina es común, pero distinto el orden de los méritos. El día resplandece para todos, el sol calienta para todos, la lluvia fecunda con abundantes aguaceros las tierras de todos. Todos nacemos, todos resucitamos, pero entre ambas circunstancias el don del vivir y del resucitar es diferente, es diversa la condición… Se nos exhorta a vivir y a ser como Pablo, para poder decir: Porque los que vivimos no tendremos ventaja alguna sobre los que estén dormidos. En efecto, no habla de la manera común de vida y de la acción de respirar, sino del mérito en la resurrección.

#### Comentario al versículo 2
El día del Señor en la Biblia se refiere al momento decisivo en que Dios intervendrá, conocido como el Juicio Universal, donde Cristo aparecerá como Juez (1 Corintios 1:8; 2 Corintios 1:14). Además, Pablo enseña que cada cristiano se encontrará con el Señor al morir (2 Corintios 5:6; Filipenses 1:23). Por esto, los cristianos deben vivir siempre vigilantes, sin saber cuándo será su último día.

#### Comentario a los versículos 5:12-22
1Tesalonicenses 5:4-11 En estos versículos desarrolla la consecuencia moral de la inminencia del fin del mundo, en la que Pablo creía. Estar vigilantes es su recomendación. Para 1Tesalonicenses 5:8, ver el comentario a 1Tesalonicenses 1:3.
1Tesalonicenses 5:12-18 Estos versículos contienen unos amables ruegos que Pablo finca en la caridad de unos a otros.
1Tesalonicenses 5:19-20 Contiene una mención del Espíritu Santo en relación con las profecías.
Estas recomendaciones inciden, primero, en el respeto y veneración por quienes constituyen la jerarquía de la Iglesia. 

Los que mandan sirven a aquellos a quienes parecen mandar. La razón es que no mandan por afán de poder, sino porque tienen el ministerio de cuidar de los demás; no son los primeros por soberbia, sino por amor, para atenderles.

Pablo, a continuación, exhorta a todos los cristianos a manifestar con obras la caridad fraterna: 

El mismo Apóstol predica esto no solamente a los clérigos, sino también a los laicos y a las mujeres, cuando dice: Corregid a los inquietos, consolad a los débiles, levantad a los enfermos. En efecto, si queréis, en cualquier clase de pecado corregíos unos a otros con caridad, y el enemigo no podrá fácilmente sorprenderos jamás; por el contrario, si os sorprende, el mal que pretenda haceros, será fácilmente enmendado y corregido; por lo tanto, se cumple en vosotros lo que está escrito: El hermano que ayuda al hermano se salvará (Pr 18,19); y también: Quien corrige a un pecador de su desvío, salva su alma de la muerte y se le perdonan una multitud de pecados (St 5,20).

Como consecuencia, la paz con Dios y con los demás llena al hombre de gozo y serenidad (v. 16). Entonces, incluso las mayores penas y dolores llevados con visión de fe no quitan la alegría:

Si nos sentimos hijos predilectos de nuestro Padre de los Cielos, ¡que eso somos!, ¿cómo no vamos a estar alegres siempre? —Piénsalo.

Además, la perseverancia en la oración (v. 17) mantendrá despierta la lucha por vivir las indicaciones de Pablo. 

El Apóstol nos manda orar siempre. Para los santos el mismo sueño es oración. Sin embargo, debemos tener unas horas de oración bien repartidas de modo que, si estamos absorbidos por algún trabajo, el mismo horario nos amoneste a cumplir nuestro deber.

Para ello, es imprescindible también contar con la acción callada y eficaz del Espíritu Santo (vv. 19-21).

El Bienaventurado Pablo, no queriendo que se enfriara la gracia del Espíritu que se nos ha dado, [nos] exhorta escribiendo: No apaguéis el Espíritu. Pues de este modo continuamos siendo partícipes de Cristo: si nos adherimos hasta el final al Espíritu que se nos dio al principio. Dijo: No apaguéis, no porque el Espíritu esté a merced del poder de los hombres, sino porque los malvados y los ingratos demuestran querer apagarlo. Ellos, a imagen de los que han envejecido, con sus impías acciones, hacen huir al Espíritu. 

#### Comentarios a los versículos 5:23-28
La santificación que Dios obra en el ser humano abarca todo su ser, integrando cada aspecto físico y espiritual en el orden creado y restaurado tras el pecado. Por ello, Pablo se refiere a Dios como el Dios de la paz (v. 23), es decir, el Dios que trae armonía mediante el orden. La santidad cristiana perfecciona todas las facultades humanas sin alterar el orden natural, completando su propósito.
Cuando Pablo dice «el que os llama» (v. 24), usa un participio que indica una acción continua, sugiriendo que Dios llama constantemente a sus seguidores a vivir en santidad. Este llamado no es un evento único, sino una invitación constante a la vida santa. La fidelidad es un rasgo de Dios, quien cumple siempre sus promesas y persiste en su deseo de salvar. Como afirma Filipenses 1:6, «Quien comenzó en vosotros la obra buena la llevará a cabo». Así, la santidad es fruto de la gracia de Dios y de la respuesta humana. Aunque la perseverancia final es una gracia, Dios la concede a quienes se esfuerzan en hacer el bien.

Así pues, apoyados en esta esperanza, únanse nuestras almas a Aquel que es fiel en sus promesas y justo en sus juicios. El que nos mandó no mentir, mucho menos mentirá Él mismo.

En tres ocasiones se menciona en las cartas del Apóstol el gesto del «beso» (Rm 16,16; 1 Co 16,20; 2 Co 13,12;) y siempre con el adjetivo santo. Si el beso era la forma habitual de saludo y despedida entre los orientales (cfr Ex 4,27; 1 S 20,41; 2 S 19,40; Lc 7,45), Pablo le añade un significado religioso, como señal de la caridad sobrenatural y de la unión en la misma fe. En este sentido pasó a la liturgia eucarística más antigua: «El ósculo de la paz —decía Tertuliano— es el sello de la oración»

## Polémicas
La sinagoga de Tesalónica. El libro de los hechos Hch 17:2 menciona que en la ciudad de Tesalónica existía una sinagoga.
Estancia en Tesalónica. El libro de los hechos Hch 17:2 menciona que Pablo discutió con ellos durante tres sábados. Algunos autores piensan que una estancia inferior a un mes contradice el propio testimonio de la carta.
El paradero de Silas. Silas acompañó a Pablo desde Antioquía. Aparece como remitente en esta carta y como predicador en la comunidad de Corinto 2Co 1:19. Después de eso, desaparece completamente y ya no se sabe lo que con él ocurre. La carta primera de Pedro le menciona 1Pe 5:12, lo cual da pie a pensar, que Silas, asociado primero a la misión de Pablo pasó en algún momento a la misión petrina.